# Nick Hempton
Nick Hempton (* um 1976) ist ein australischer Jazzmusiker (Alt- und Tenorsaxophon, Komposition) in der Hardbop-Tradition.

## Leben und Wirken
Nick Hempton spielte in seiner Heimat in R&B- und Ska-Bands; 2000 spielte er in Sydney in der Dan Barnett Big Band, 2002 mit Mark Rivett, Emma Pask und John Morrison’s Swing City. Er kam 2004 nach New York City. Beeinflusst von Dexter Gordon, Sonny Stitt und Cannonball Adderley, arbeitet er dort seitdem als Begleitmusiker und Bandleader in der Jazzszene der Stadt. 2005 gründete er die Nick Hempton Band; das Debütalbum entstand 2009 und bestand bis 2016. Aufnahmen entstanden des Weiteren mit Kayo Hiraki (This Mellowed Hear, 2005). Im Bereich des Jazz war er zwischen 2000 und 2015 an acht Aufnahmesessions beteiligt. Gegenwärtig (2019) leitet er ein Quartett, das aus Kyle Koehler (Orgel), Ed Cherry (Gitarre) und Joe Strasser (Schlagzeug) besteht.

## Diskographische Hinweise
- Nick Hempton Band (2009), mit Art Hirahara, Marco Panascia, Dan Aran, Jimmy Lategano
- The Business (Posi-Tone, 2011), mit Art Hirahara, Yotam Silberstein, Marco Panascia, Dan Aran
- Odd Man Out (Posi-Tone, 2013), mit Michael Dease, Art Hirahara, Marco Panascia, Dan Aran
- Catch and Release (Triple Distilled, 2015), mit Bruce Harris, Jerry Weldon, Tadataka Unno, Rossano Sportiello, Jeremy Manasia, Peter Bernstein, Dave Baron, Dan Aran
- Trio Stonk (SmallsLive, 2017), mit George Delancey, Dan Aran
- Night Owl (Triple Distilled, 2018), mit Peter Bernstein, Kyle Koehler, Fukushi Tainaka
- Slick (Triple Distilled, 2021), mit Peter Bernstein, Kyle Koehler, Fukushi Tainaka
- Horns Locked (Cellar Live, 2025), mit Cory Weeds, Nick Peck, Jesse Cahill